# Minutemen et Minutewomen de l'UMass
Les Minutemen de l'UMass et les Minutewomen de l'UMass pour les équipes féminines (en anglais : UMass Minutemen et UMass Minutewomen) sont un club omnisports universitaire regroupant les équipes tant masculines que féminines de l'université du Massachusetts à Amherst située dans l'État du Massachusetts aux États-Unis.
Ces équipes participent aux compétitions universitaires organisées par la National Collegiate Athletic Association au sein de sa Division I.
Elles sont membres de l'Mid-American Conference à l'exception des équipes suivantes :
- L'équipe masculine de crosse continue de jouer dans l'Atlantic 10 Conference, qui était auparavant la conférence à temps plein de l'université.
- L'équipe masculine de hockey sur glace dont l'équipe est membre de la Hockey East.
- L'équipe masculine de natation et de plongeon participe à la Missouri Valley Conference.
- L'équipe masculine de soccer (football) joue dans la Summit League.

La mascotte de l'université est Sam the Minuteman (en).
La présente page est consacrée principalement au programme de football américain de l'université.

## Sports représentés
| Hommes (9)                                  | Femmes (10)       |
| ------------------------------------------- | ----------------- |
| Athlétisme †                                | Athlétisme †      |
| Baseball                                    | Aviron            |
| Basketball                                  | Basketball        |
| Cross country                               | Cross country     |
| Football (soccer)                           | Football (soccer) |
| Football américain                          | Hockey sur gazon  |
| Hockey sur glace                            | Lacrosse          |
| Lacrosse                                    | Natation/Plongeon |
| Natation/Plongeon                           | Softball          |
|                                             | Tennis            |
| † – Athlétisme en salle et/ou en plein air. |                   |

## Traditions

### Origine du surnom

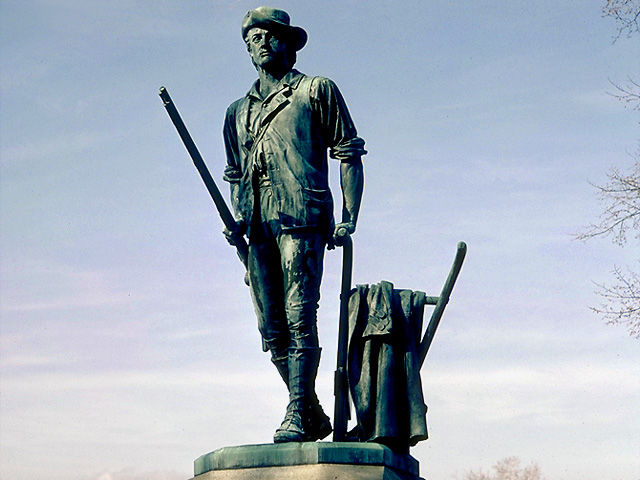
Le Concord Minute Man de 1775 par Daniel Chester French, érigée en 1875 à Concord, représentant un minuteman typique ayant servi de base pour la mascotte de l'université.

Lorsque les équipes sportives ont été alignées pour la première fois en compétition par le « Massachusetts Agricultural College » (nom initial de l'université), le surnom des athlètes était « Statemen » ((hommes d'État), en référence au rôle important tenu par les hommes d'État du Massachusetts dans la fondation du pays. Bien que le terme "Aggies" ait également été utilisé, l'université, qui avait été rebaptisée « Université du Massachusetts » l'année précédente, estime qu'un nouveau surnom doit être officiellement trouvé. Le terme « Redmen » est choisi en référence d'une part au rôle tenu par les Amérindiens dans l'histoire du Commonwealth d'autre part à « la force et la férocité déployée pour la défense de leurs territoires ».
Cependant, en 1972, les Amérindiens de la région remettent en question le choix du surnom estimant qu'il présente des connotations « désobligeantes ».
Vers la fin du printemps 1972, le Conseil d'administration de l'université décide de modifier le surnom et choisi celui de « Minutemen », un des termes finaliste du référendum effectué en 1948. Il est choisi pour ses liens avec l'histoire du Commonwealth, les « Minutemen » ayant joué un rôle déterminant dans les premières étapes de la Révolution américaine. Il désigne en effet les membres de la milice des Treize colonies qui jurèrent d'être prêts à combattre grâce à un déploiement rapide ou dans la minute.

### Sam the Minuteman
La mascotte est présentée pour la première fois dans les années 1970 et porte le nom de « Sam the Minuteman », un colon ressemblant à la statue Concord Minute Man située à proximité du Old North Bridge, dans le Minute Man National Historical Park à Concord dans l'État du Massachusetts. Bien qu'une certaine controverse ait éclaté dans les années 1990 à son sujet car elle pouvait être perçue comme « un symbole d'oppression » , celle-ci a été conservée par l'université.
Sam a été classé deuxième au concours Capital One Mascot Of The Year 2005 derrière Herbie Husker (en), la mascotte des Cornhuskers du Nebraska. Sam a également terminé dans le Top 10 des mascottes nationales de la National Cheerleading Association au cours des quatre dernières années. Il a également été désigné mascotte du mois par le site Playboy.com en octobre 2005.
Sam était présent dans la publicité dénommée « This is SportsCenter (en) », frappant une balle de tennis loin d'Andy Roddick. Sam était également présent dans une publicité sur « SportsCenter » en août 2009 en compagnie du quarterback de la NFL Brett Favre.
Sam fait également partie intégrante de la fanfare de l'université.

### Chant de guerre
L'hymne « Fight Mass (en) » a été écrit au printemps 1930 par le capitaine Edwin Sumner, un instructeur militaire. Il est joué entre autres lors des matchs à domicile par le Minuteman Marching Band de l'Université du Massachusetts.
| « Fight, fi-i-ight Massachusetts, Fight, fi-i-ight every play, Fight, fi-i-ight for a touchdown, Fight all your might today. Fight down the field Massachusetts, The stars and the stripes will gleam, Fi-i-ght, Fi-i-ght for old Bay State, Fight for the team, team, team. » |

## Football américain

### Descriptif en fin de saison 2024
- Couleurs :   (maron et brun)

- Dirigeants :
  - Directeur sportif : Ryan Bamford (en)
  - Entraîneur principal :
    - Don Brown (en), 3e saison, bilan : 6 - 28 (17,7 %)
    - Shane Montgomery (en) (intérim), 0-2
    - Joe Harasymiak (en) en 2025

- Stade
  - Nom : Warren McGuirk Alumni Stadium (en)
  - Capacité : 17 000
  - Surface de jeu : pelouse artificielle (Fieldturf)
  - Lieu : Amherst, Massachusetts

- Conférence :
  - Actuelle : Mid-American Conference (depuis 2025)
  - Anciennes conférences de NCAA Division II : 
    - Indépendants (1879–1896)
    - Athletic League of New England State Colleges (en) (1897–1922)
    - Independants (1923–1946)
    - Yankee Conference (en) (1947–1977)

  - Anciennes conférences de NCAA Division I FCS : 
    - Yankee Conference (en) (1978–1996)
    - Atlantic 10 Conference (1997–2006)
    - Colonial Athletic Association (2007–2011)

  - Anciennes conférences FBS :
    - Mid-American Conference (2012–2015)
    - Indépendants (2016-2024)

- Internet :
  - Nom site Web : UMassAthletics.com
  - URL : https://umassathletics.com/sports/football

- Bilan des matchs :
  - Victoires : 579 (45,8 %)
  - Défaites : 634
  - Nuls : 50

- Bilan des Bowls FBS :
  - Victoires : 0
  - Défaites : 0
  - Nuls : 0

- College Football Playoff : -

- Titres :
  - Titres nationaux : 0
  - Titres de conférence : 21 (en FCS)
  - Titres de division : 0

- Joueurs :

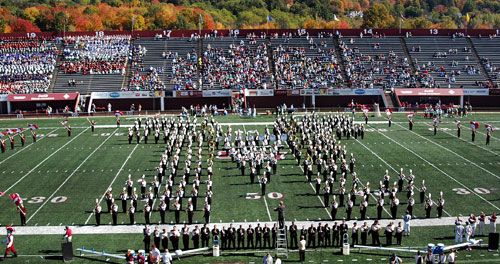
La fanfare « The Power and Class of New England » lors d'un avant match en 2007.

  - Vainqueurs du Trophée Heisman : 0
  - Sélectionnés All-American : 1

- Hymne : Fight Mass
- Mascotte : Sam the Minuteman (en)
- Fanfare : The Power and Class of New England (en)

- Rivalités :
  - Eagles de Boston College
  - Huskies du Connecticut

### Histoire
Le premier match de football américain de l'histoire de UMass a lieu le 22 novembre 1879, lorsque l'université était connue sous le nom de « Massachusetts Agricultural College ». Ses joueurs étaient alors appelés les « Aggies » et ils gagnent le match joué contre « Amherst College » sur le score de 4 à 0. Comme c'est leur seul match joué cette année-là, la saison 1879 est considérée comme leur première saison invaincue. Elle ne sera égalée que lors des saisons 1889 (2–0) et 1963 (8–0–1). UMass s'associe alors avec au « Storrs Agricultural College » (actuellement Université du Connecticut) et au « Rhode Island College of Agriculture and Mechanic Arts » (actuellement Université du Rhode Island) pour former l'« Athletic League of New England State Colleges » dans le but de planifier des matchs de football américain entre les universités.
La première rencontre entre les Aggies et chacune des autres universités a débouché sur des victoires nettes pour UMass puisqu'ils ont battu Connecticut sur le score de 36 à 0 en 1897 et Rhode Island, 46 à 0 en 1903.
Massachusetts remporte son 100e match le 2 octobre 1920 en battant son rival Connecticut sur le score de 28 à 0. L'équipe a joué son 1000e match le 11 novembre 2000 perdu face à Delaware sur le score de 19 à 31.
Le surnom de l'équipe a subi plusieurs changements au fil des ans. Bien que le surnom officiel soit resté « Aggies », « Statesmen » a également été utilisé de manière interchangeable dès que l'école a été renommée « Massachusetts State College » en 1931. Le surnom a été officiellement changé en « Redmen » lorsque l'établissement est devenu « Université du Massachusetts » en 1947.
L'entraîneur adjoint de Steelers de Pittsburgh, Vic Fusia (en), reprend le programme de football américain des « Redmen » en 1961 et sous sa houlette, UMass obtient un bilan de 59 victoires pour 32 défaites et 2 nuls,. Malgré une saison invaincue en 1963 suivie de 4 saisons positive, Fusia est remercié au terme de la saison 1970 après deux saisons négatives. Il est remplacé par Dick MacPherson, ancien assistant entraineur à UMass de 1959–1960 également ancien entraineur des linebacker et des defensive backs des Broncos de Denver. Sous MacPherson, les Redmen obtiennent un bilan positif de 45 victoires pour 27 défaites et 1 nul. L'opinion ayant évolué au sujet de l'usage de mascotte de type Amérindiennes, l'université décide de changer de mascotte en 1972 et adopte le « Minuteman » (cfr. origine du surnom). Les athlètes féminines de l'université sont ainsi dénommées « Minutewomen » et les masculins « Minutemen ».
Entre 1960 et 290, les Minutemen remportent 17 titres (dont 8 partagés) de la Yankee Conference (en) eu sein de la NCAA Division I-AA (actuellement la NCAA Division I FCS).
Après quelques années quelconques, Mark Whipple (en) est engagé en 1998. Il remporte de suite le titre national de la NCAA Division I-AA 
 Sous ses ordres, les joueurs vont améliorer plus de 40 records de l'équipe dont celui du + grand nombre de points inscrits sur une saison (524), de touchdowns (73), de yards gagnés (7 074), de yards gagnés à la passe (4 050), de passes réussies (306) et de 1er downs réussis (354). Whipple quitte la NCAA en 2004 et devient entraîneur assistant en NFL chez les Steelers de Pittsburgh.
En 2004, l'entraîneur des Huskies de Northeastern, Don Brown (en) est engagécomme entraîneur principal des Minutemen. Il y avait déjà été coordinateur défensif en 1998 et 1999. Il va y reste jusqu'au terme de la saison 2008, et affichera le meilleur bilan sur 5 saisons de l'histoire de UMass avec 43 victoires pour 19 défaites. En 2005, UMass commence la saison FCS avec un bilan provisoire de 7–2 et terminent la saison classés no 19 du pays. En 2006, Brown permet à Massachusetts de remporter le titre de la conférence « Atlantic 10 ». Les Minutemen perdent la finale nationale du championnat de la Division I FCS et terminent classés no 2 du pays avec un bilan de 13 victoires pour 2 défaites et invaincus à domicile (8-0). Brown est désigné au terme de la saison entraîneur de l'année en AFCA Region, entraîneur de l'année en Atlantic 10 Conference et entraîneur de l'année de la Nouvelle-Angleterre (New England). En 2007, UMass remporte sa nouvelle conférence, la Colonial Athletic Association, atteint les demi-finales du championnat FCS et termine classée no 6 du pays. Brown est relevé de ses fonctions d'entraîneur principal après la saison 2008.
Le 10 avril 2011, l'université annonce qu'elle va commencer sa transition vers la Division I FCS pour devenir membre de la Mid-American Conference dès le début de la saison 2012, UMass devenant éligible pour un bowl FBS dès la fin de saison 2013.
En décembre 2011, UMass engage le coordinateur offensif de Notre Dame, Charlie Molnar (en), come entraîneur principal en remplacement de Kevin Morris (2009-2011).
Les deux premières saisons en FBS au sein de la « Mid-American Conference » sont décevantes et se terminent par deux bilans négatifs d'1 victoire pour 11 défaites,.
Au cours de l'été 2013, la NCAA fait une annonce officielle au sujet de l'admission d'UMass en Division I FBS par rapport aux critères spécifiques qu'elle devait atteindre au terme de ses deux années de transition (assiduité aux matchs à domicile, augmentation du nombre de bourses passant de 63 à 85, exigences spécifiques en matière d'horaires). Elle informe UMas que si elle ne parvient pas à une moyenne de 15 000 spectateurs lors de ses matchs à domicile, elle devrait faire face à une période probatoire de 10 années. De plus, ses équipes masculines et féminines de basket-ball devront rejoindre la Mid-American Conference où elle auront à jouer quatre matchs hors conférence contre des équipes MAC.
Mark Whipple est engagé pour remplacer Charlie Molnar avant le début de la saison 2014. En mars 2014, la MAC et UMass annoncent qu'is ont trouvé un accord pour que les Minutemen puissent quitter la conference après la saison 2015, UMass ayant décliné l'offre de devenir membre de la conference pour l'ensemble de ses équipes sportives. Dans leur accord initial de 2011, une clause contractuelle stipulait que l'équipe de football américain de UMass devrait continuer à jouer pendant une période de deux saisons au sein de la MAC si l'université refusait l'offre d'adhésion à la conférence de l'ensemble de ses équipes sportives. UMass a annoncé qu'elle mettrait à profit ces deux années pour soit chercher une « destination plus appropriée » pour son équipe de football américain, soit devenir équipe indépendante soit rejoindre l'American Athletic Conference, la Conference USA ou la Sun Belt Conference.
En septembre 2014, UMass annonce qu'elle évoluera comme équipe indépendante dès la saison 2013,. En 2014 et 2015, les Minutemen terminent avec un bilan négatif de 3–9, ce qui conduit au renvoi de l'entraîneur principal Whipple stepped le 20 novembre 2018. Il est remplacé le 3 décembre 2018 par Walt Bell (en), coordinateur offensif des Seminoles de Florida State.
Le 11 août 2020, UMass annonce l'annulation de sa saison à la suite de la pandémie de Covid-19. Néanmoins, le 21 septembre 2020, UMass annonce son intention de jouer un nombre limité de matchs en automne. L'équipe termine sa campagne d'automne avec un bilan de 0-4. Revenus à un format de 12 matchs en 2021, les Minutemen entament leur saison 2021 par une défaite 7 à 51 en déplacement à Pittsburgh suivie par quatre autres. Ils mettent fin à cette série en battant UConn 27 à 13. Bell est licencié le 7 novembre 2021, après une nouvelle défaite (35-22) contre l'université du Rhode Island, une équipe de NCAA Div. I FCS, portant son bilan de saison 2021 à 1-8. Le coordinateur offensif Alex Miller le remplace en tant qu'intérimaire mais n'empêche pas trois nouvelles défaite, UMass terminant la saison avec une seule victoire pour onze défaites.
Le 22 novembre 2021, Don Brown (en), coordinateur défensif d'Arizona, est officiellement engagé en tant qu'entraîneur principal d'UMass. Brown ne fait pas mieux en 2022, UMass terminant avec une seule victoire (20 à 3 contre Stony Brook une équipe de FCS) pour onze défaites. La saison 2023 se solde par un bilan négatif de 3-9 et après un bilan provisoire de 2-8 en 2024, Brown est licencié. Remplacé par Shane Montgomery (en) (intérim), UMass termine la saison par deux défaites,. La saison 2024 est la dernière en tant qu'équipe indépendante, UMass rejoignant la Mid-American Conference (MAC) dès la saison 2025, avec Joe Harasymiak (en) comme nouvel entraîneur principal.

### Palmarès
Résultats saison par saison des Minutemen et Minutewomen de l'UMass en football américain (en)

#### En NCAA Division I FCS (ex I-AA)
- Phases éliminatoires de la Division I FCS :

UMass a remporté un titre de champion national de la NCAA Division I FCS (anciennement Division I-AA) en 1998 et a perdu deux finales en 1978 et 2006.
| Saison | Date         | Niveau de compétition | Adversaire                       | Résultat  | Lieu du match               |
| ------ | ------------ | --------------------- | -------------------------------- | --------- | --------------------------- |
| 1977   | 26 novembre  | 1/4 de final          | Engineers de Lehigh (en)         | P, 23–30  | Amherst, Massachusetts      |
| 1978   | 9 décembre   | 1/2 finale            | Wolf Pack du Nevada              | G, 44–21  | Reno, Nevada                |
| 1978   | 16 décembre  | Finale                | Rattlers de Florida A&M (en)     | P, 28–35  | Wichita Falls, Texas        |
| 1988   | 26 novembre  | 1er tour              | Colonels d'Eastern Kentucky (en) | P, 17–28  | Richmond, Kentucky          |
| 1990   | 24 novembre  | 1er tour              | Tribe de William & Mary          | P, 00–38  | Williamsburg, Virginie      |
| 1998   | 28 novembre  | 1er tour              | Cowboys de McNeese State (en)    | G, 21–19  | Lake Charles, Louisiane     |
| 1998   | 5 décembre   | 1/4 de finale         | Mountain Hawks de Lehigh (en)    | G, 27–21  | Amherst, Massachusetts      |
| 1998   | 12 décembre  | 1/2 finale            | Demons de Northwestern State     | G, 41–31  | Natchitoches, Louisiane     |
| 1998   | 19 décembre  | Finale                | Eagles de Georgia Southern       | G, 55–43  | Chattanooga, Tennessee      |
| 1999   | 27 novembre  | 1er tour              | Paladins de Furman (en)          | G, 30ET23 | Greenville, Caroline du Sud |
| 1999   | 4 décembre   | 1/4 de finale         | Eagles de Georgia Southern       | P, 21–38  | Statesboro, Géorgie         |
| 2003   | 29 novembre  | 1er tour              | Raiders de Colgate               | P, 07–19  | Hamilton, New York          |
| 2006   | 25 novembre  | 1er tour              | Leopards de Lafayette (en)       | G, 35–14  | Amherst, Massachusetts      |
| 2006   | 2 décembre   | 1/4 de finale         | Wildcats du New Hampshire        | G, 24–17  | Amherst, Massachusetts      |
| 2006   | 12 décembre  | 1/2 finale            | Grizzlies du Montana             | G, 19–17  | Missoula, Montana           |
| 2006   | 15 décembre  | Finale                | Mountaineers d'Appalachian State | P, 17–28  | Chattanooga, Tennessee      |
| 2007   | 24 novembre  | 1er tour              | Rams de Fordham                  | G, 49–35  | Amherst, Massachusetts      |
| 2007   | 1er décembre | 1/4 de finale         | Salukis de Southern Illinois     | P, 27–34  | Carbondale, Illinois        |
- Champions de conférence :

UMass a remporté 22 titres de conférence dont 10 partagés lorsqu'ils étaient membres de la NCAA Division I FCS (†)
| Saison | Conférence                    | Bilan global | Bilan de conférence |
| ------ | ----------------------------- | ------------ | ------------------- |
| 1960 † | Yankee Conference (en)        | 7–2          | 3–1                 |
| 1963   | Yankee Conference (en)        | 8–0–1        | 5–0                 |
| 1964   | Yankee Conference (en)        | 8–2          | 5–0                 |
| 1966   | Yankee Conference (en)        | 6–3          | 5–0                 |
| 1967   | Yankee Conference (en)        | 7–2          | 5–0                 |
| 1969   | Yankee Conference (en)        | 6–3          | 5–0                 |
| 1971 † | Yankee Conference (en)        | 4–4–1        | 3–1–1               |
| 1972   | Yankee Conference (en)        | 9–2          | 5–0                 |
| 1974 † | Yankee Conference (en)        | 5–6          | 4–2                 |
| 1977   | Yankee Conference (en)        | 8–3          | 5–0                 |
| 1978   | Yankee Conference (en)        | 9–4          | 5–0                 |
| 1979 † | Yankee Conference (en)        | 6–4          | 4–1                 |
| 1981 † | Yankee Conference (en)        | 6–3          | 4–1                 |
| 1982 † | Yankee Conference (en)        | 5–6          | 3–2                 |
| 1986 † | Yankee Conference (en)        | 8–3          | 5–2                 |
| 1988 † | Yankee Conference (en)        | 8–4          | 6–2                 |
| 1990   | Yankee Conference (en)        | 8–2–1        | 7–1                 |
| 1998 † | Atlantic 10 Conference        | 12–3         | 6–2                 |
| 1999 † | Atlantic 10 Conference        | 9–4          | 7–1                 |
| 2003 † | Atlantic 10 Conference        | 10–3         | 8–1                 |
| 2006   | Atlantic 10 Conference        | 13–2         | 8–0                 |
| 2007 † | Colonial Athletic Association | 10–3         | 7–1                 |

### Bowls
UMass a participé à 2 bowls universitaire (1 défaite et 1 victoire) alors que l'équipe évoluait en NCAA Division II.
| Ligue | Saison              | Bowl                    | Adversaire | Résultat |
| ----- | ------------------- | ----------------------- | ---------- | -------- |
| 1964  | Tangerine Bowl 1964 | Pirates d'East Carolina | P, 13–14   |          |
| 1972  | Boardwalk Bowl 1972 | Aggies de l'UC Davis    | G, 35–14   |          |

### Entraîneurs
| Saison(s)       | Entraîneur                      | Bilan global | Bilan global | Bilan global | Bilan global | Bilan global |
| --------------- | ------------------------------- | ------------ | ------------ | ------------ | ------------ | ------------ |
| Saison(s)       | Entraîneur                      | Nb.          | V.           | D.           | N.           | %            |
| 1879–1897       | Pas d'entraîneur                | 94           | 30           | 58           | 6            | 35,1         |
| 1898            | David F. Weeks (en)             | 06           | 01           | 04           | 1            | 25,0         |
| 1899–1900       | Fred W. Murphy (en)             | 20           | 12           | 08           | 0            | 60,0         |
| 1901–1903       | James Halligan (en)             | 26           | 16           | 08           | 2            | 65,3         |
| 1904, 1907–1908 | Matthew Bullock (en)            | 26           | 13           | 08           | 5            | 59,6         |
| 1905            | Walter Craig (en)               | 10           | 03           | 07           | 0            | 30,0         |
| 1906            | George E. O'Hearn (en)          | 09           | 01           | 07           | 1            | 16,7         |
| 1909            | J. W. Gage (en)                 | 09           | 01           | 06           | 2            | 22,2         |
| 1910            | Willard Gildersleeve (en)       | 09           | 01           | 06           | 2            | 22,2         |
| 1911            | Jack Hubbard (en)               | 09           | 02           | 07           | 0            | 22,2         |
| 1912–1915       | Arthur Brides (en)              | 31           | 12           | 15           | 4            | 45,2         |
| 1916            | George Melican (en)             | 08           | 02           | 04           | 2            | 37,5         |
| 1919–1927       | Harold Gore (en)                | 70           | 33           | 32           | 5            | 50,7         |
| 1928–1930       | Charles McGeoch (en)            | 25           | 06           | 17           | 2            | 28,0         |
| 1931–1935       | Mel Taube (en)                  | 44           | 29           | 13           | 2            | 68,2         |
| 1936–1940       | Elbert Carraway (en)            | 44           | 0 9          | 32           | 3            | 23,9         |
| 1941–1942, 1946 | Walter Hargesheimer (en)        | 23           | 11           | 11           | 1            | 50,0         |
| 1945, 1947–1951 | Thomas Eck (en)                 | 44           | 17           | 23           | 4            | 43,2         |
| 1952–1959       | Charlie O'Rourke (en)           | 64           | 21           | 39           | 4            | 35,9         |
| 1960            | Chuck Studley (en)              | 09           | 07           | 02           | 0            | 77,8         |
| 1961–1970       | Vic Fusia (en)                  | 93           | 59           | 32           | 2            | 64,5         |
| 1971–1977       | Dick MacPherson                 | 73           | 45           | 27           | 1            | 62,3         |
| 1978–1983       | Bob Pickett (en)                | 64           | 36           | 28           | 0            | 56,3         |
| 1984–1985       | Bob Stull (en)                  | 22           | 10           | 12           | 0            | 45,5         |
| 1986–1991       | Jim Reid (en)                   | 67           | 36           | 29           | 2            | 55,2         |
| 1992–1997       | Mike Hodges (en)                | 65           | 35           | 30           | 0            | 53,8         |
| 1998–2003       | Mark Whipple (en)               | 75           | 49           | 26           | 0            | 62,9         |
| 2004–2008       | Don Brown (en)                  | 62           | 43           | 19           | 0            | 69,3         |
| 2009–2011       | Kevin Morris (en)               | 33           | 16           | 17           | 0            | 48,5         |
| 2012–2013       | Charley Molnar (en)             | 24           | 02           | 22           | 0            | 08,3         |
| 2014–2018       | Mark Whipple (en)               | 60           | 16           | 44           | 0            | 28,0         |
| 2019–2021       | Walt Bell (en)                  | 25           | 02           | 23           | 0            | 08,7         |
| 2021            | Alex Miller (en) (intérim)      | 03           | 0            | 03           | 0            | 00,0         |
| 2022-2024       | Don Brown (en)                  | 24           | 04           | 20           | 0            | 08,7         |
| 2024            | Shane Montgomery (en) (intérim) | 02           | 0            | 02           | 0            | 00,0         |
| 2025            | SJoe Harasymiak (en)            |              |              |              |              |              |

### Rivalités
| Équipe rivale            | Surnom de la rivalité       | Trophée de la rivalité | Bilan des Minutemen | Bilan des Minutemen | Bilan des Minutemen | Bilan des Minutemen | Bilan des Minutemen | Premier match | Dernier match |
| ------------------------ | --------------------------- | ---------------------- | ------------------- | ------------------- | ------------------- | ------------------- | ------------------- | ------------- | ------------- |
| Équipe rivale            | Surnom de la rivalité       | Trophée de la rivalité | Nb.                 | V.                  | D.                  | N.                  | %                   | Premier match | Dernier match |
| Eagles de Boston College | The Battle of the Bay State | -                      | 29                  | 5                   | 23                  | 1                   | 17,2                | 1899          | 2021          |
| Huskies du Connecticut   | -                           | -                      | 78                  | 38                  | 38                  | 2                   | 50,0                | 1897          | 2024          |

#### Eagles de Boston College
La première rencontre a eu lieu le 28 octobre 199 et a vu la victoire de Boston College sur le score de 18 à 0. Les équipes se sont rencontrées chaque année entre 1966 et 1982. Depuis la saison 2014, les matchs ont été baptisés The Battle of the Bay State, les deux équipes évoluant toutes deux pour la première fois en Division I FBS.
La plus large victoire est à l'actif de Boston College en 1974 grâce à une victoire sur le score de 70 à 8. La plus longue série de victoires consécutives (10) a été réalisée par Boston College de 1979 à 2019, la série étant en cours. La prochaine rencontre est prévue en 2025.

#### Huskies du Connecticut
Le premier match de rivalité avec UConn (en) date de la saison 1897 (victoire 38-0 d'UMass). Les équipes se sont rencontrées chaque année entre la saison 1953 et celle de 1999 alors qu'elle faisaient partie de la NCAA Division I FCS. Connecticut intègre en 2000 la NCAA Division I FBS et est imitée en ce sens par UMass en 2016. Les rencontres redeviennent annuelles depuis la saison 2018.
La plus large victoire est à l'actif de Connecticut qui en 1956 a remporte le match de rivalité sur le score de 71 à 6. La plus longue série de victoires consécutives (8) a été réalisée par UMass entre 1897 et 1922.

### Infrastructures

#### Alumni Field
Le premier terrain de jeu des Minutemen a été l'Alumni Field (en). Il était situé au sud-est du campus. Ce stade est remplacé en 1915 par un autre également appelé Alumni Field. Ce dernier est également détruit et remplacé en 1965 par l'Alumni Stadium, à l'emplacement duquel sera érigé plus tard le bâtiment administratif Philip F. Whitmore.

#### Warren McGuirk Alumni Stadium
Depuis la saison 1965, les Minutemen jouent leurs matchs à domicile dans le Warren McGuirk Alumni Stadium (en), un stade de 17 000 places situé sur le campus de l'université du Massachussets à Amherst, à la limite de la ville voisine, Hadley. Le match inaugural a lieu le 25 septembre 1965 et voit la victoire d'UMass contre les Yellow Jackets de Georgia Tech sur le score de 41 à 0. Depuis qu'ils y jouent, les Minutemen affichent un bilan très positif de 182 victoires contre 79 défaites et 2 nuls. L'assistance re ord a été enregistrée le 25 novembre 1972 à l'occasion du match contre les Eagles de Boston College avec 20 000 spectateurs. Le stade McGuirk a été partiellement rénové avec l'ajout d'une expansion comprenant un nouveau centre de représentation avec de nouveaux vestiaires, des installations de formation et une nouvelle salle de presse ce qui a conduit les Minutemen à jouer leurs matchs à domicile au Gillette Stadium lors des saisons 2012 et 2013 avant d'y revenir pour le début de la saison 2014. Les deux sites devraient être utilisés pour les matchs à domicile à l'avenir.

#### Gillette Stadium
Les Minutemen d'UMass ont joué pour la première fois au Gillette Stadium situé à Foxborough, stade de la franchise NFL des Patriots de la Nouvelle-Angleterre, à l'occasion du « Colonial Clash » de Division I FCS joué le 23 octobre 2010 contre les Wildcats du New Hampshire. Cette même rencontre y a de nouveau été jouée lors de la saison 2011. À la suite des travaux au Warren McGuirk Alumni Stadium, Umass y a disputé l'ensemble de ses matchs à domicile lors des saisons 2012 et 2013. Depuis lors, UMass partage ses matchs à domicile entre ces deux stades.

### Anciens joueurs notables[49]

#### Minutmen au College Football Hall of Fame
Le lien suivant permet de consulter les meilleures statistiques individuelles des Minutemen (en).
| Nom             | Poste                | Saisons   | Année d'intronisation | Référence |
| --------------- | -------------------- | --------- | --------------------- | --------- |
| Dick MacPherson | Entraîneur principal | 1971–1977 | 2009                  | [ 50 ]    |
| Milt Morin (en) | Tight-end            | 1963–1965 | 2010                  | [ 51 ]    |

#### Minutmen au Pro Bowler ou All Pro
| Nom              | All-Pro | Pro-Bowl                     |
| ---------------- | ------- | ---------------------------- |
| Milt Morin (en)  | -       | Pro Bowl 1969, Pro Bowl 1972 |
| Greg Landry (en) | -       | Pro Bowl 1971                |
| Victor Cruz      | 2011    | Pro Bowl 2013                |

#### Minutmen en NFL
| Nom              | Poste | Début | Équipe |
| ---------------- | ----- | ----- | --- |
| John McCormick   | QB    | 1962  | Minnesota Vikings (1962) |
| Milt Morin       | TE    | 1966  | Cleveland Browns (1966-75) |
| Phil Vandersea   | LB    | 1967  | New Orleans Saints (1967), Green Bay Packers (1966, 1968-69) |
| Greg Landry      | QB    | 1968  | Detroit Lions (1968-78), Baltimore Colts (1979-81), Chicago Bears (1984) |
| Bob Pena         | OL    | 1972  | Cleveland Browns (1972) |
| Tim Berra        | WR    | 1974  | Baltimore Colts (1974) |
| Steve Schubert   | WR    | 1974  | New England Patriots (1974), Chicago Bears (1975-79) |
| Bill Cooke       | DL    | 1975  | Green Bay Packers (1975), Detroit Lions (1978), Seattle Seahawks (1978-80) |
| Joe McLaughlin   | LB    | 1979  | Green Bay Packers (1979), New York Giants (1980-84) |
| Bruce Kimball    | OL    | 1982  | New York Giants (1982), Washington Redskins (1983-84) |
| Mike Dwyer       | DL    | 1987  | Dallas Cowboys (1987) |
| Rene Ingoglia    | RB    | 1997  | Buffalo Bills (1997-98) |
| Kory Blackwell   | D     | 1997  | New York Giants (1997-98), Cleveland Browns (1999) |
| Khari Samuel     | LB    | 1999  | Chicago Bears (1999-2001), Detroit Lions (2001) |
| Sandro Vitiello  | PK    | 1980  | Cincinnati Bengals (1980) |
| Marcel Shipp     | RB    | 2001  | Arizona Cardinals (2001-07) |
| Kole Ayi         | LB    | 2001  | New England Patriots (2001), St. Louis Rams (2001-02) |
| Jeremy Cain      | LB/LS | 2004  | Chicago Bears (2004-05, ‘13, ‘14), Philadelphia Eagles (2007), Tennessee Titans (2007), Washington Redskins (2009), Jacksonville Jaguars (2009-11), Tampa Bay Buccaneers (2014) |
| R.J. Cobbs       | DB    | 2006  | New York Giants (2006) |
| Steve Baylark    | RB    | 2007  | Arizona Cardinals (2007), Denver Broncos (2008) |
| Brandon London   | WR    | 2007  | New York Giants (2007), Miami Dolphins (2008) |
| James Ihedigbo   | DB    | 2007  | New York Jets (2007-10), New England Patriots (2011), Baltimore Ravens (2012-13), Detroit Lions (2014-15), Buffalo Bills (2016)                                                 |
| Matt Lawrence    | RB    | 2008  | Baltimore Ravens (2008-11) |
| Brad Listorti    | TE    | 2008  | New York Jets (2008) |
| Jeremy Horne     | WR    | 2010  | Kansas City Chiefs (2010-12) |
| Jeromy Miles     | S     | 2010  | Cincinnati Bengals (2010-13), Baltimore Ravens (2013-14) |
| Victor Cruz      | WR    | 2010  | New York Giants (2010-16) |
| Vladimir Ducasse | OT    | 2010  | New York Jets (2010-13), Minnesota Vikings (2014), Chicago Bears (2015), Baltimore Ravens (2016), Buffalo Bills (2017-18)                                                       |
| Emil Igwenagu    | TE    | 2012  | Philadelphia Eagles (2012-14) |
| Josh Samuda      | OL    | 2012  | Miami Dolphins (2012) |
| Michael Cox      | RB    | 2013  | New York Giants (2013-14) |
| Julian Talley    | WR    | 2013  | New York Giants (2013-15) |
| Rob Blanchflower | TE    | 2014  | Pittsburgh Steelers (2014-15) |
| Tajae Sharpe     | WR    | 2016  | Tennessee Titans (2016-19), Minnesota Vikings (2020) |
| Elijah Wilkinson | OL    | 2017  | Denver Broncos (2017-20), Chicago Bears (2021), Atlanta Falcons (2022), Arizona Cardinals (2023), Atlanta Falcons (2024–présent)                                                |
| Andy Isabella    | WR    | 2019  | Arizona Cardinals (2019-22), Baltimore Ravens (2022), Buffalo Bills (2023) |
| Isaiah Rodgers   | CB    | 2020  | Indianapolis Colts (2020-22), Philadelphia Eagles (2023–présent) |

## Autres sports
- Baseball :
  - Participations au College World Series : 1954, 1969
  - Participations au tournoi final national de NCAA : 1954, 1955, 1956, 1966, 1967, 1969, 1971, 1973, 1978, 1995, 1996
  - Champions de la Yankee Conference : 1952, 1957, 1966, 1967, 1969, 1971, 1973, 1978, 1979, 1980
  - Champions de l'Atlantic 10 Conference : 1980, 1994, 1995, 1996
  - Meilleurs joueurs : UMass a fourni 17 joueurs dans les ligues majeures de baseball, dont Mike Flanagan, Jeff Reardon, Gary DiSarcina (en), Ron Villone (en)

- Basket-ball masculin ( ~ = performance annulée par la NCAA) :
  - Tournoi final national de NCAA : 
    - Participations : 1962, 1992, 1993, 1994, 1995, 1996~ , 1997, 1998, 2014
    - 1/2 finales (Elite 4) : 1996~
    - 1/4 de finale (Elite 8 ) : 1995, 1996~
    - 1/8 de finale (Elite 16 ) : 1992, 1995, 1996~
    - 1/16 de finale (Elite 32 ) : 1992, 1993, 1994, 1995, 1996~

  - Palmarès en Atlantic 10 Confernce : 
    - Champions du tournoi final : 1992, 1993, 1994, 1995, 1996
    - Champions de saison régulière : 1962, 1968, 1969, 1971, 1973, 1974, 1975, 1976, 1992, 1993, 1994, 1995, 1996, 2007
    - Meilleurs joueurs : Marcus Camby, Julius Erving, Rick Pitino, Al Skinner (en), Lou Roe, Harper Williams, Stéphane Lasme Gary Forbes, Derek Kellogg (en)

- Basket-ball féminin :
  - Participations au tournoi final national de NCAA : 1996, 1998
  - Meilleures joueuses :
    - Tamara et Alisha Tatham : joueuses lors des Jeux Olympiques d'été 2012 pour l'équipe nationale du Canada.

- Hockey sur gazon :
  - Tournoi national AIAW : 
    - Participations : (4) 1977, 1978, 1979, 1980

  - Tournoi national NCAA :
    - Participations : (26)
    - Finalistes : 1981
    - 1/2 finales (Final Four) : (4) 1981 1983, 1987, 1992

  - Titres de l'Atlantic 10 Conference : (16)
  - Meilleures joueuses :
    - Judy Strong : Jeux olympiques d'été de 1980 et de Jeux olympiques d'été de 1984
    - Patty Shea : Jeux olympiques d'été de 1988 et de Jeux olympiques d'été de 1996
    - Megan Donnelly : Jeux olympiques d'été de 1998
    - Pam Bustin : Jeux olympiques d'été de 1996
    - Pam Hixon : entraîneur principal de l'équipe nationale des États-Unis en 1996
    - Hilary Rose : Jeux olympiques d'été de 1996 et de 2000 avec l'équipe nationale d'Angleterre
    - Shannon Taylor : ancien entraîneur principal de l'équipe a joué lors des Jeux olympiques d'été de 2012 et la saison 2013 avec l'équipe nationale des États-Unis

- Hockey sur glace masculin : 
  - Tournoi final national de NCAA : 
    - Participations : 2007,2019
    - Finalistes : 2019
    - 1/2 finales (Frozen 4) :  2019

  - Champions du tournoi de la ECAC 2 : 1972
  - Champions de la saison régulière de la Hockey East : 2019
  - Meilleurs joueurs :
    - Principaux professionnels : Cale Makar, Mario Ferraro, Conor Sheary, Jonathan Quick, Thomas Pock, Greg Mauldin, Justin Braun, Casey Wellman (en) ;
    - Jonathan Quick : médaillé d'argent aux Jeux Olympiques d'hiver de 2010 avec les États-Unis, vainqueur de la Stanley Cup en 2014, vainqueur du Conn Smythe Trophy (MVP avec les Kings de Los Angeles lors des playoffs 2012 de la NHL);
    - Cale Makar : vainqueur du Calder Memorial Trophy en 2019-2020;
    - Conor Sheary : Vainqueur de la Stanley Cup 2015/16 avec les Penguins de Pittsburgh.

- Crosse (sport) masculin ou Lacrosse :
  - Tournoi final national de NCAA : 
    - Participations : (20) 1976, 1977, 1979, 1981, 1986, 1987, 1988, 1989, 1990, 1991, 1993, 1995, 1997, 2002, 2003, 2005, 2006, 2009, 2012, 2018
    - Finalistes : 2006
    - 1/2 finales : 2006
    - 1/4 finales : (11) 1976, 1977, 1979, 1981, 1986, 1989, 1997, 2002, 2003, 2005, 2006

  - Tournoi USILA :  
    - 1/2 finales (Frozen 4) : 1972, 1973

  - Palmarès en Colonial Athletic Association :
    - Champions tournoi final : 2012, 2018
    - Champions de la saison régulière : (7) 2001, 2002, 2005, 2009, 2012, 2018, 2019

- Crosse (sport) féminin ou Lacrosse :
  - Tournoi USWLA :
    - Finalistes : 1979
    - 1/2 finales : 1978

  - Tournoi national NCAA :
    - Participations : (11) 1982, 1983, 1984, 2009, 2011, 2012, 2013, 2014, 2015, 2016, 2017
    - Championnes : 1982
    - 1/2 finales : 1983, 1984

  - Tournoi AIAW :
    - 1/2 finales : 1980, 1981

  - Championnes de l'Atlantic 10 Conference : (10) 2000, 2009, 2010, 2011, 2012, 2013, 2014, 2015, 2016, 2017

- Football (soccer) masculin :
  - Tournoi NCAA College Cup :
    - Apparitions : 2001, 2007, 2008, 2017
    - Champions : 2007
    - 1/4 finales : 2007
    - 1/8 finales : 2007

  - Palmarès en Atlantic 10 Conference :
    - Champions du tournoi final : 2001, 2007, 2017
    - Champions de saison régulière : 1994, 2000, 2002, 2008, 2017

- Football (soccer) féminin :
  - Tournoi final NCAA College Cup :
    - Apparition : 1983, 1984, 1985, 1986, 1987, 1993
    - Finalistes : 1987

  - Palmarès en Atlantic 10 Conference
    - Champions du tournoi final : 1993, 1994, 1995 and 1997

  - Meilleur joueuse :
    - Briana Scurry : médaillée d'or avec l'équipe nationale des États-Unis en 1996 et 2004.

- Softball :
  - Tournoi national NCAA College World Series :
    - Apparitions : 21
    - Champions : 1992, 1997, 1998

  - Tournoi national AIAW College World Series : 
    - Participations : 1974, 1978, 1980

  - Tournoi régional EAIAW :
    - Champions de l'Atlantic 10 Conference : (23)

  - Meilleur joueuse :
    - Danielle Henderson , médaillée d'or aux Jeux olympiques d'été de 2000 à Sydney en Australie avec les États-Unis.